# شهدة الكاتبة
أم محمد فخر النساء شهدة بنت أحمد الإبري الدينوري البغدادية (484 هـ - 574 هـ)، عالمة مسلمة من أهل السنة والجماعة ومحدثة وكاتبة وخطاطة ولدت في بغداد وأصلها من الدينور الكردستانية وتوفيت ببغداد بالعراق، يأخذ أهل الحديث عنها بسند عال.

## بداية حياتها وتعليمها
هي بنت أبو نصر أحمد بن الفرج الديناواري، جدها كان تاجر إبر، اكتسبت منه سبرقة الإبر، ولكن والدها كان قد أكسبها حبه للحديث، وتمكنوا في دراسته على أساتذة عدة على هذا النهج والالتزام بالسنة، والدها نفسه أعطى ابنته تعليما أكاديميا سليما، ضمن لها أن درست على ثلة مشايخ المعروفين.
درست فخر النساء بعد ذلك الحديث على أكبر المحدثين في بغداد مثل ترياد بن محمد الزينبي، وابن طلحة النعلي، أحمد بن عبد القادر بن يوسف، وغيرهم. كما تلقت دروس الحديث ودراسة الفروع الأخرى بتوجيه العلماء المشهورين مثل أبي عبد الله حسن بن أحمد النعماني وأبو بكر محمد بن أحمد كشاشي.

## في فن الخط
قد كانت حققت الكمال في الخط، لذلك لقبت بلقب فخر النساء لكونها حازت عدة صفات حميدة منها: فن الخط والإلمام بعلوم الحديث وحسن الخطابة.

## أواخر حياتها ووفاتها
توفي زوجها بعد أربعين عاماً من زواجهما، وقد احتملت تلك الصدمة الكبيرة بشجاعة وصبر، وشغلت نفسها بالتعلم والتعليم.
منحها الخليفة العباسي المقتدي بأمر الله مزرعة كبيرة لتعزيز نطاق أنشطتها العلمية، وقالت أنها مع مساعدة التبرعات أنشأت إحدى المؤسسات الكبرى (دارسجة) على ضفاف نهر دجلة، حيث يأتيها مئات الطلاب لدراسة، وجميع النفقات كانت من قبل شهدة نفسها.
وقد توفيت في سنة 574 هجري عن عمر يناهز التسعين. وصُلّي عليها صلاة الجنازة في قصر في بغداد. ويقال أن آلاف الناس شاركوا في إجراءات الجنازة بما في ذلك العلماء، والطلاب، وشخصيات الدولة.

## عند أهل الحديث
سمعت من: أبي الفوارس طراد الزينبي، وابن طلحة النعالي، وأبي الحسن بن أيوب، وأبي الخطاب بن البطر، وعبد الواحد بن علوان، وأحمد بن عبد القادر اليوسفي، وثابت بن بندار، ومنصور بن حيد، وجعفر السراج، وعدة.
حدّث عنها: ابن عساكر، والسمعاني، وابن الجوزي، وعبد الغني، وعبد القادر الرهاوي، وابن الأخضر، والشيخ الموفق، والشيخ العماد، والشهاب بن راجح، والبهاء عبد الرحمن، والناصح، والفخر الإربلي، وتاج الدين عبد الله بن حمويه، وأعز بن العليق، وإبراهيم بن الخير، وبهاء الدين بن الجميزي، ومحمد بن المني، وأبو القاسم بن قميرة، وخلق كثير.

## مرجع أساس
- دراسة: فخر النساء شهدة الكاتبة العالمة، الدكتور مصطفى جواد، ضمن كتاب في التراث العربي، بتحقيق محمد جميل شلش وعبد الحميد العلوجي، بغداد، 1977، ص 31-52.